# Fortunato Maria Farina
Fortunato Maria Farina (* 8. März 1881 in Baronissi, Provinz Salerno; † 20. Februar 1954 in Foggia) war ein italienischer Geistlicher und römisch-katholischer Bischof von Foggia.

## Leben
Fortunato Maria Farina empfing am 18. September 1904 das Sakrament der Priesterweihe für das Erzbistum Salerno.
Papst Benedikt XV. ernannte ihn am 21. Juni 1919 zum Bischof von Troia. Die Bischofsweihe spendete ihm Kurienkardinal Gaetano De Lai am 10. August desselben Jahres. Mitkonsekratoren waren der Erzbischof von Salerno, Carlo Gregorio Maria Grasso OSB, und der Sekretär der Kongregation für die Seminare und Universitäten, Kurienbischof Giacomo Sinibaldi.
Am 18. Dezember 1924 wurde er von Papst Pius XI. zusätzlich zum Bischof von Foggia ernannt. Am 15. Mai 1951 verzichtete er auf das Bistum Troia. Am 1. Februar 1954 nahm Papst Pius XII. auch seinen gesundheitsbedingten Rücktritt als Bischof von Foggia an und ernannte ihn zum Titularerzbischof pro hac vice von Hadrianopolis in Honoriade. Er starb knapp drei Wochen später in Foggia.
Im für ihn eingeleiteten Seligsprechungsverfahren erkannte ihm Papst Franziskus am 23. November 2020 den heroischen Tugendgrad zu.